# オッセルヴァトーレ・ロマーノ
『オッセルヴァトーレ・ロマーノ』 (イタリア語: L'Osservatore Romano) は、ローマ教皇庁の"半公式"新聞である。それは教皇の公の活動全てを掲載し、重要な教会員によって社説が書かれ、そして公表された後の公式文書も掲載される。発行は発行人欄の下にUnicuique suum(人はそれぞれ異なる)とNon praevalebunt(地獄の門は広がらない)という二つのラテン語のモットーが記載される。現在の編集長はジョヴァンニ・マリア・ヴィアンである。
今日、この新聞は創刊の時と比べてより客観的かつ和らげられた立場を取っており、新聞の創刊や歴史に捧げた新しい展示を初めとするタルチジオ・ベルトーネ枢機卿による2006年の演説に従って、教会の誠実な素顔や自由の模範を提供する事に誇りを持っている。更に彼は新聞の発行をペトロの後継者の教えと教会の行事に関する情報を広める為の手段であると書いた。

## 版
『オッセルヴァトーレ・ロマーノ』は9カ国語（以下のリストは創刊号が発売された年）で出版されている。
- イタリア語、日刊、週刊（1861年/1950年）
- フランス語、週刊（1949年）
- 英語、週刊（1968年）
- スペイン語、週刊（1969年）
- ポルトガル語、週刊（1970年）
- ドイツ語、週刊（1971年）
- ポーランド語、月刊（1980年）
- マラヤーラム語、週刊（2007年）[5]

『オッセルヴァトーレ・ロマーノ』の日刊のイタリア語版は午後に発売されるが、翌日号と共に、慣例は時々混乱したまま残っている。週刊の英語版は英語圏の国々や一般的手段として英語が使用されている地域の双方の129カ国以上で発売されている。

## 歴史

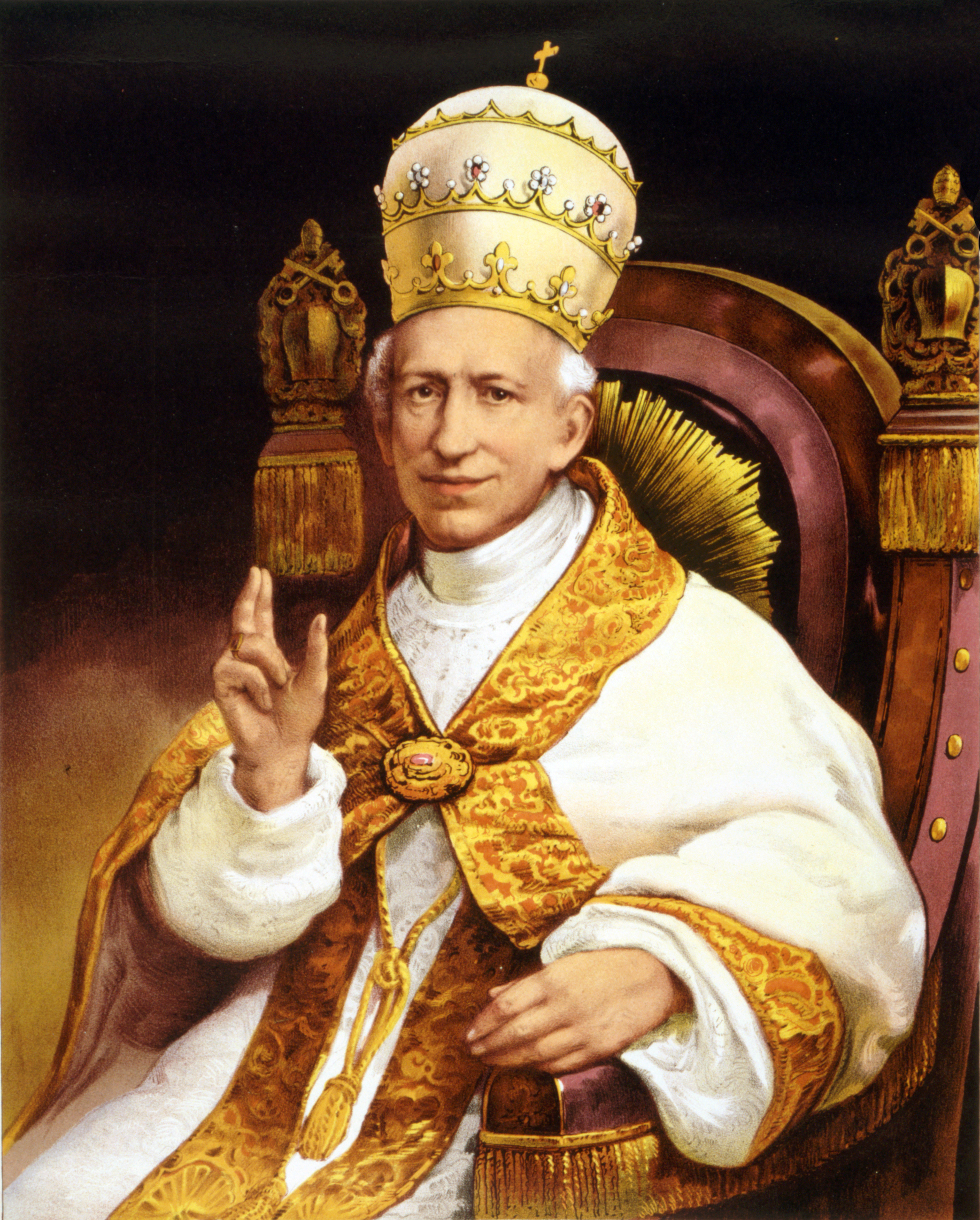
教皇レオ13世の時代に、教皇庁は1885年に『オッセルヴァトーレ』の所有権を手に入れ、半公式の地位を固めた。

### 19世紀
『オッセルヴァトーレ・ロマーノ』の初回号は1861年7月1日にローマで発行され、その数ヶ月後にはイタリア王国建国が1861年3月17日に宣言された。新聞の本来の目的はフランスのカトリックの正統王党派によって資金援助された私的なパンフレットの名を採用し、公然と議論を好み教皇領を擁護する為のプロパガンダであった。カトリックの知識人をピウス9世のローマでの儀式に出席させる事を促して、1860年9月18日のカステルフィダルドでの教皇軍の敗北は概ね教皇の世俗権力を減退させた。この課題は教皇庁の見解を擁護する為に日刊の概念を支持した。
1860年7月までには、副内務大臣マルカントニオ・パチェッリ(後の教皇ピウス12世の祖父)が、公式な掲示『ジョルナーレ・ディ・ローマ』(Giornale di Roma)に半公式な「修辞的な」要素を補足する計画を持っていた。1861年初頭には、論争家ニコラ・ザンキーニやジャーナリストジュゼッペ・バスティアがパチェッリの新聞の社説指針を与えられた。出版の正式な承認は1861年6月22日に求められ、四日後の6月26日に、ピウス9世が『オッセルヴァトーレ』の規定に承認を与えた。
創刊号は『オッセルヴァトーレ・ロマーノ、政治的かつ道徳的な新聞』という題名を付けられ、5バイオッキの費用が掛かった。『政治的かつ道徳的』という添え名は1862年以前に落とされ、その替わりにラテン語のモットーが今日に至るまで発行人欄に載せられている。この新聞の編集者達は当初はピアッツァ・デイ・サンティ・アポストリに在るサルヴィウィッチ・プレスで会合を持ち、そこで新聞は印刷された。編集部員がピアッツァ・デイ・クリチフェーリのパラッツォ・ペトリに配置され、創刊号がそこで3月31日に印刷された時にのみ、「日刊の新聞」という言い回しが発行人欄に付け加えられた。
1870年9月にイタリア軍によってピア門が突破された後、教皇に服従し彼の指令通りに行動する事を是認し、地上での唯一の受託者やイエス・キリストの代理人として認める宗教と道徳の不変的原則を誠実に守っていると宣言して、『オッセルヴァトーレ・ロマーノ』はイタリア王国に反対する方針を固めた。間も無く直ぐに、『オッセルヴァトーレ』は教皇国の新しい報道機関として『ジョルナーレ・ディ・ローマ』に取って替わり始めた。この発展は教皇レオ13世の在位中に明白となり、レオ13世は新聞の所有権を取得し1885年に半公式であると位置付けた。

### 20世紀
英語による週刊『オッセルヴァトーレ・ロマーノ』は1968年4月4日に創刊された。北米の購読者の為にローマ・カトリックのボルティモア大司教区で印刷され始めた時、1998年7月7日には、その版はローマの外で発行された最初の『オッセルヴァトーレ・ロマーノ』紙となった。この版は『ザ・カトリック・レヴュー』を発行していたカテドラル・ファウンデーションによって作成された。

### 21世紀
2011年7月1日にはローマで北米の購読者向けの英語版の『オッセルヴァトーレ・ロマーノ』が再出版された。それ以前にはボルティモアのカテドラル・ファウンデーションによって1998年以来出版されていた。

## 歴代編集長
過去のオッセルヴァトーレ・ロマーノ編集長は次の通りである:
- ニコラ・ザンキーニとジュゼッペ・バスティア(Nicola Zanchini and Giuseppe Bastia、1861年–1866年)
- アウグスト・バヴィエーラ(Augusto Baviera、1866年–1884年)
- チェーザレ・クリスポルティ(Cesare Crispolti、1884年–1890年)
- ジョヴァン・バッティスタ・カソーニ(Giovan Battista Casoni、1890年–1900年)
- ジュゼッペ・アンジェリーニ(Giuseppe Angelini、1900年–1919年)
- ジュゼッペ・ダッラ・トーレ・ディ・サングイネット(Giuseppe Dalla Torre di Sanguinetto、1920年–1960年)
- ライモンド・マンツィーニ(Raimondo Manzini、1960年–1978年)
- ヴァレリオ・ヴォルピーニ(Valerio Volpini、1978年–1984年)
- マリオ・アニェス(Mario Agnes、1984年–2007年)
- ジョヴァンニ・マリア・ヴィアン（英語版） (2007年–現在)

## オッセルヴァトーレ・ロマーノと教導権
ジャーナリストや神学者による共通の間違いはオッセルヴァトーレ・ロマーノの記事を教導権、教会の教えの権威に対して公的な価値があるかのように解釈する事である。高位の司教がより厳重な文章を書いていて、単なる神学的な意見を表明した訳ではない限り、それらはそうした価値を持ち得ない。さもなくば、『オッセルヴァトーレ・ロマーノ』は回勅や公式演説を掲載する権威を持たない筈である。
例えば、2008年の記事は医療の分野で新しい発展があるので、脳死に関する議論が再開される事を望むという意思を表明した。公式スポークスマンはこの記事が個人的な見解を示したもので、「教会の立場の変更を反映するものではなかった」と述べた。